# Sunno
Sunno war ein fränkischer Heerführer bzw. Kleinkönig im späten 4. Jahrhundert.
Sunno war neben den Heerführern Marcomer und Gennobaudes Anführer eines fränkischen Raubzugs im Jahr 388 im linksrheinischen römischen Germanien. Die Franken durchstießen die römische Grenzverteidigung, drangen auf linksrheinisches Gebiet vor und verwüsteten den Raum um Köln, bevor sie mit reicher Beute abzogen. Die römischen Truppen unter dem Kommando des Nanninus und des Quintinus hatten sich in der Zwischenzeit jedoch gesammelt und überraschten die Franken, die noch auf römischem Gebiet geblieben waren. Während Gennobaudes sehr wahrscheinlich bei den Kämpfen am Kohlenwald (silva carbonaria) fiel, gelang es Sunno und Marcomer bereits vorher, sich abzusetzen. Als die römischen Verbände unter Quintinus daraufhin die Verfolgung aufnahmen, wurden sie von den Franken in eine Falle gelockt und erlitten eine schwere Niederlage.
Der fränkische Überfall sowie die fehlgeschlagene römische Gegenoffensive wurden von dem spätantiken Geschichtsschreiber Sulpicius Alexander in dessen Historia detailliert geschildert. Das offenbar an den klassischen Vorbildern orientierte Werk – stellte es die Niederlage der Römer doch in Anlehnung an die clades Variana, dem traumatischen Erlebnis der Varusschlacht, dar – ist verloren gegangen. Erhalten ist allerdings ein längeres Exzerpt im Werk des Gregor von Tours, das wichtige Informationen über die Frühgeschichte der Franken sowie über die Vorgänge am Hof des Kaisers Valentinian II. enthält.
Sulpicius Alexander schilderte der Aussage Gregors nach auch eine erneute römische Offensive unter Arbogast. Die Franken schlossen mit den Römern einen Waffenstillstand, wurden aber dennoch Anfang der 90er Jahre des 4. Jahrhunderts erneut von Arbogast angegriffen, der wohl die Lage am Rhein endgültig zu Gunsten Roms entscheiden wollte. Die Franken und auch die Alamannen mussten die alten Verträge mit Rom erneuern. Während Marcomer exiliert oder von den Römern inhaftiert wurde (er starb jedenfalls um 397 in römischer Gefangenschaft), versuchte Sunno seinen alten Verbündeten Marcomer zu rächen, wurde aber von seinen eigenen Leuten ermordet. Die Hintergründe für beide Vorgänge sind uns unbekannt.